# Michael Convertino
Michael Convertino est un compositeur américain de musiques de films, né en 1953.

## Filmographie
- 1984 : Frankenweenie
- 1986 : Hollywood Vice Squad
- 1986 : Les Enfants du silence (Children of a Lesser God)
- 1987 : Mistress (TV)
- 1987 : Hidden (The Hidden)
- 1988 : Duo à trois (Bull Durham)
- 1989 : Queen of Hearts
- 1990 : Shattered Dreams (TV)
- 1990 : The End of Innocence
- 1991 : Le Docteur (The Doctor)
- 1992 : The Waterdance
- 1993 : Bodies, Rest & Motion
- 1993 : Aspen Extreme
- 1993 : A Home of Our Own
- 1993 : Deux drôles d'oiseaux (Wrestling Ernest Hemingway)
- 1994 : Un ange gardien pour Tess (Guarding Tess)
- 1994 : La Surprise (Milk Money)
- 1994 : Super Noël (The Santa Clause)
- 1995 : Dernières heures à Denver (Things to Do in Denver When You're Dead)
- 1996 : Pluie de roses sur Manhattan (Bed of Roses)
- 1996 : Pie in the Sky
- 1996 : Nuit noire (Mother Night)
- 1996 : Le Dernier des grands rois (The Last of the High Kings)
- 1997 : Un Indien à New York (Jungle 2 Jungle)
- 1997 : Critical Care
- 1998 : Danse passion (Dance with Me)
- 1998 : Where's Marlowe?
- 2001 : Snow White (TV)
- 2002 : Appel au meurtre (Liberty Stands Still)
- 2003 : Milwaukee, Minnesota
- 2004 : We Don't Live Here Anymore
- 2005 : Straight into Darkness (en)

## Distinctions
- Prix de la meilleure musique de film lors des BMI Film & TV Awards en 1989 pour Duo à trois.
- Prix de la meilleure musique de film lors des BMI Film & TV Awards en 1995 pour Super Noël.